# Janko Božović
Janko Božović (* 14. Juli 1985 in Bar, SR Montenegro, SFR Jugoslawien) ist ein aus Jugoslawien stammender Handballspieler mit österreichischer Staatsbürgerschaft.

## Werdegang
Der 2,03 Meter große und 101 Kilogramm schwere Božović stand zuletzt beim Zweitligisten VfL Gummersbach unter Vertrag und wird meist im rechten Rückraum eingesetzt.
Janko Božović debütierte für den UHK West-Wien in der Handball Liga Austria. Im Sommer 2006 wechselte er zu Nit/Hak Nittedal nach Norwegen; bereits im Dezember aber zog er weiter zum spanischen Zweitligisten OAR La Coruña. Als sich im September 2007 Mark Bult verletzte, suchte dessen Verein, die Füchse Berlin, einen Ersatz im rechten Rückraum und nahmen Božović unter Vertrag. Jener wusste jedoch nicht zu überzeugen, sodass er nach einem halben Jahr beim Dunaferr SE anheuerte. Im Sommer 2008 wechselte er zu Italgest Casarano. Nach nur einer Saison in Italien schloss er sich dem slowenischen Verein RD Slovan an.
Im Februar 2011 wechselte er in die Bundesliga zur TSG Friesenheim. Ab Beginn der Saison 2011/12 trug er das Trikot des TV Emsdetten, mit dem er 2013 in die Bundesliga aufstieg. Nach dem sofortigen Wiederabstieg wechselte er im Sommer 2014 zum belarussischen Meister Brest GK Meschkow. 2015 unterschrieb Božović einen Vertrag über zwei Jahre beim mazedonischen Verein RK Metalurg Skopje. 2016 wechselte der Rückraumspieler zu Sporting Lissabon.
Mit Sporting gewann er 2017 den EHF Challenge Cup sowie 2017 und 2018 die portugiesische Meisterschaft. Im Sommer 2018 kehrte er zum TV Emsdetten zurück. Anfang August 2019 wechselte er zum VfL Gummersbach. Mit dem VfL wurde er in der Saison 2021/22 Zweitligameister. Zur Saison 2022/23 wechselte Božović zum kuwaitischen Erstligaaufsteiger Al-Sulaibikhat SC.

## Nationalmannschaft
Er bestritt 195 Länderspiele für die österreichische Männer-Handballnationalmannschaft.
Seine Mutter Stanka Božović war ebenfalls österreichische Nationalspielerin.

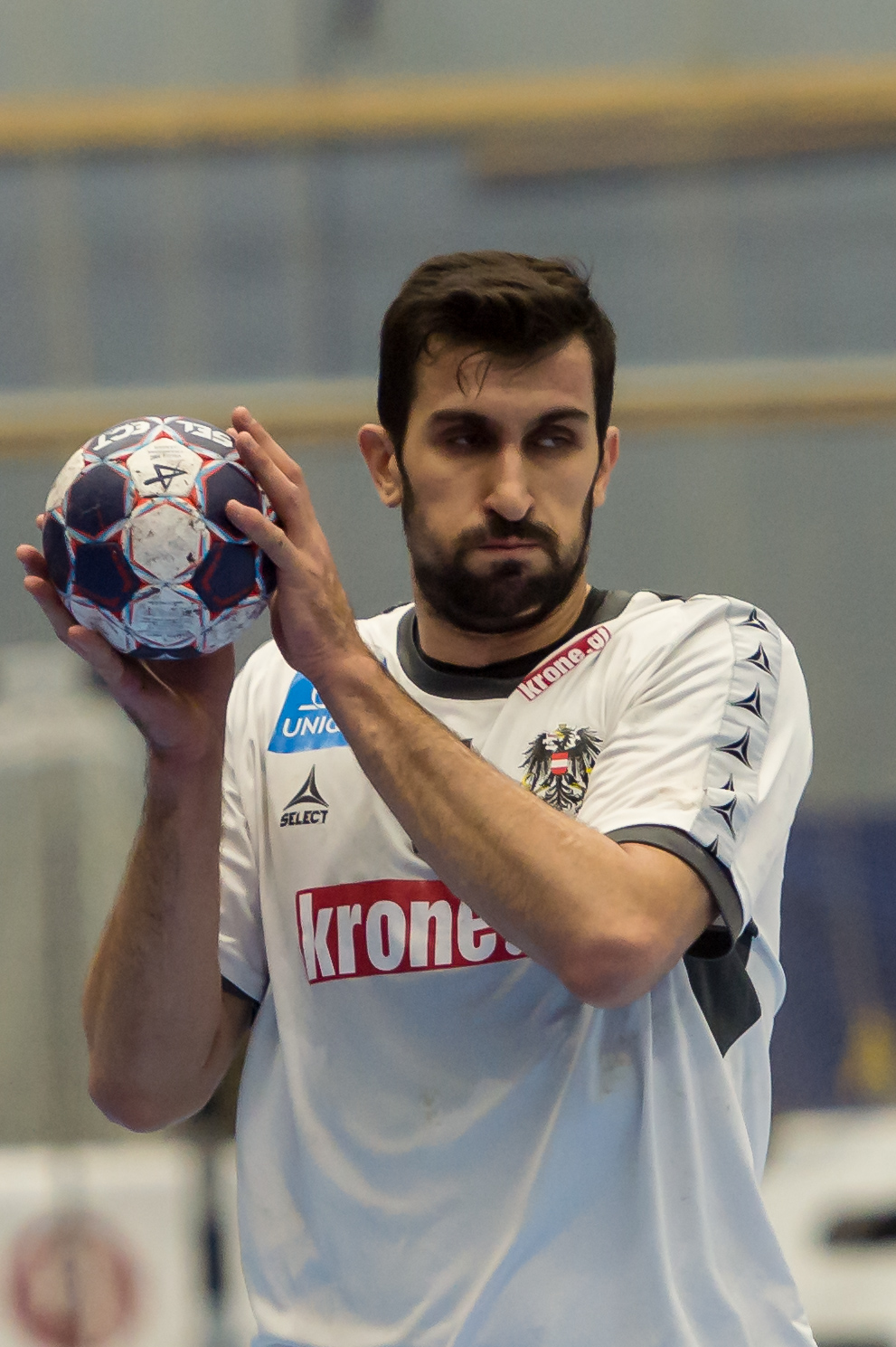
Länderspieleinsatz beim Handballdreiländerturnier in Österreich (12.–14.1.2017)
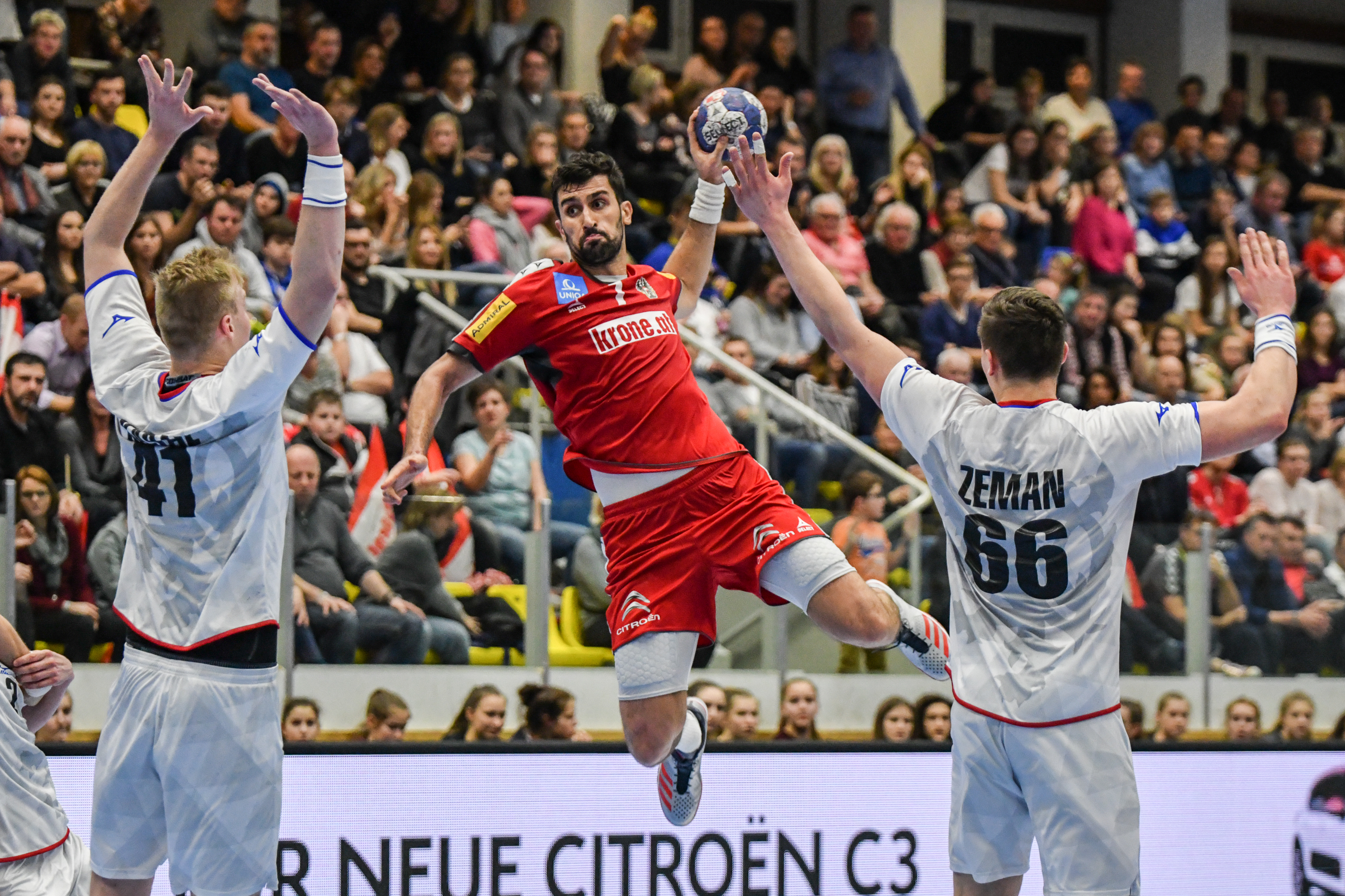
Janko Bozovic im Länderspiel für Österreich vs. Tschechien am 5. Januar 2018